# Madame est bonne
Pour plus de détails, voir Fiche technique et Distribution.
Madame est bonne ! est un court-métrage comique noir français produit par Kevin Desmidts et réalisé par Vincent Vitte (avec la participation d'Adrien Rogé), sorti en 2016.
Le film se distingue par l'obtention, le 3 mai 2015, d'un record de financement participatif pour un court-métrage : 22 040 € collectés sur le plateforme TousCoprod, ce qui en fait le court métrage le plus soutenu de France,. Il raconte l'histoire de la révolte d'une étudiante contre une bourgeoise, qui l'exploite et la transforme en bonne à tout faire.

## Synopsis
Jeanne est une jeune étudiante désargentée logée contre quelques services chez Chrystale de Mailleul, bourgeoise névrosée, tyrannique... et accro au thé. Petit à petit réduite au grade de bonne à tout faire, Jeanne supporte difficilement les caprices de la maîtresse de maison. Son amour pour Jason, le fils de Madame, n’arrange pas les choses. Pensez-vous : le fils de la maison, en couple avec la bonne !
C’en est trop pour Jeanne : l’heure de la révolte a sonné. Mais la réalité est-elle toujours telle qu’on l’imagine ?

## Fiche technique
- Titre original : Madame est bonne !
- Réalisation : Vincent Vitte, Adrien Rogé
- Scénario : Vincent Vitte
- Décors : Margot Caperan
- Costumes : Jessica McEvoy
- Photographie : Léo de Celles
- Montage : Gaylor Morestin et Vincent Vitte
- Musique : Gaylor Morestin
- Production : Kevin Desmidts
- Société de production : ADWAITA
- Pays d'origine : France
- Langue originale : français
- Format : couleur
- Genre : comédie noire
- Durée : 24 minutes
- Date de sortie : 9 septembre 2016

## Distribution
- Ninon Moreau : Jeanne, l'étudiante
- Daphné Juster : Chrystale de Mailleul, la maîtresse de maison
- Solange Milhaud : la bonne fée
- Jean-Albert Deron : Jason, le fils de Chrystale
- Pauline Amelin : Anastasia, l’amie de Jason
- Brigitte Bergès : la mère d'Anastasia
- Michel Cote : le père d'Anastasia

## Production

### Développement et genèse
En 2013, Vincent Vitte, Adrien Rogé et Kevin Desmidts, alors amis d'enfance originaires de Morteau dans le Doubs, créent ensemble un mini-métrage appelé Je suis une discorde et présenté au Nikon Film Festival, dans lequel il est sélectionné par le jury. Ils décident de poursuivre ensemble dans cette voie et créent Madame est bonne !, un court-métrage censé, initialement, être un projet amateur, pour lequel ils lancent une campagne de financement participatif.
La campagne rencontre alors un succès inattendu et obtient le soutien de plusieurs personnalités, telles que Jean-Étienne Cohen-Séat, ex-PDG des éditions Calmann-Lévy et directeur délégué du groupe Hachette Livre; Annie Genevard, député du Doubs, et Thomas Enhco, compositeur de jazz . Lorsque la campagne s'achève, le 3 mai 2015, Madame est bonne ! a récolté 22 040 €, ce qui en fait le court métrage le plus soutenu de France,,,.
Ce résultat change la donne et l'équipe décide de modifier profondément le projet, pour le rendre plus professionnel. Les castings se déroulent en juin 2015 à Paris, dans un grand studio de postproduction. Au total, plus de 600 candidats ont répondu à l'appel. Ils y rencontrent et sélectionnent notamment Solange Milhaud, une comédienne qui a tourné au cinéma pour Claude Lelouch dans Il y a des jours... et des lunes, Luc Besson dans Angela et à la télévision dans Samantha oups !, entre autres,.
À Morteau, leur ville d'origine, ils génèrent une mobilisation massive qui transforme à nouveau la destinée du film : commerçants, artisans, entrepreneurs et particuliers participent tous à leur manière pour faire grandir le projet, qui devient colossal pour un premier court métrage. Au total, c'est plus de 100 000 € d'apports en nature qui viennent compléter le budget initial du film sur tous les postes de dépense : hébergement, restauration, transport, matériel,...
Le 15 décembre 2015, une seconde campagne de financement participatif est réussie avec 5 560 € collectés (soit 111% de l'objectif) pour réaliser la postproduction du film dans des conditions professionnelles. Elle porte l'ensemble des fonds collectés par Madame est bonne ! via ce mode de financement à 27 600 €,.

### Tournage
En septembre 2015, le tournage de Madame est bonne ! s'installe à Morteau avec environ 30 bénévoles âgés de seulement 20 à 25 ans, tous professionnels des métiers du cinéma, dans un atelier industriel de 250 m2 transformé en studio de cinéma spécialement pour l'occasion, avec du matériel professionnel. L'équipe envisage ensuite la participation du film dans les festivals en 2016, avec, en ligne de mire, le Festival de Cannes.

### Marketing
Début mars 2016, l'équipe édite un livre de 108 pages intitulé Madame est bonne ! De l'autre côté de l'écran. Le livre est illustré par des photos d'Adrien Rogé et retrace toute l'aventure depuis la rencontre des réalisateurs et du producteur au lycée jusqu'à la postproduction du film, en mettant l'accent sur tous les soutiens et les participants au projet.

## Accueil

### Avant-première et sortie nationale
Le 6 juin 2016, l'équipe du film annonce sur Facebook une avant-première à Morteau, prévue le 9 septembre 2016,,. Moins d'un mois après l'ouverture des réservations et à deux mois de la projection, cette avant-première est complète et une deuxième date est commercialisée. Finalement, les deux dates sont complètes et réunissent environ 700 spectateurs,.
Le 23 août 2016, le journal L'Est républicain annonce (en première de couverture) une projection parisienne prévue le 25 octobre 2016 à 20h au Max Linder Panorama. Le film deviendra alors le premier court-métrage à avoir été diffusé en première partie de soirée dans ce cinéma.
Cette première parisienne est finalement complète (environ 600 spectateurs) et de nombreuses personnalités font le déplacement : Line Renaud, Gérard Mordillat, Patrick Zachmann, François Hanss, Caroline Casadesus, Thomas Enhco, Yoshi Oida...
Le 25 octobre 2018, deux ans après la projection au Max Linder Panorama, Madame est bonne ! est diffusé sur Internet.

### Accueil critique
Le journal L'Est républicain publie, le 5 juillet 2016, une première critique plutôt élogieuse du court-métrage, visionné pour la première fois par l'un de leurs journalistes.
« L’histoire est prenante, oppressante et filmée avec finesse, mais pas seulement : « Madame est bonne » est un film extrêmement cultivé qui montre comment cette jeune équipe a un vrai bagage cinématographique, comment elle a su l’exploiter pour offrir sa propre vision de la représentation. Et c’est celle-ci qui s’impose aux spectateurs. »

## Suite

### Long-métrage «Les bijoux de famille»
Le 1er novembre 2018, un compte à rebours est publié avec le titre « Les bijoux de famille ». Le voile est levé le 10 novembre 2018 : « Les bijoux de famille » sera le premier long-métrage de Vincent Vitte et Kevin Desmidts, une comédie dramatique née de leur rencontre avec Line Renaud au Max Linder Panorama le 25 octobre 2016 ,,.

## Influences
Le scénario de Madame est bonne ! se positionne comme une rencontre entre Les Bonnes de Jean Genet et le conte populaire Cendrillon.